# Bobote
Bobote (izvirno srbsko Боботе) je naselje v Srbiji, ki upravno spada pod Občino Aleksandrovac; slednja pa je del Rasinskega upravnega okraja.

## Demografija
V naselju živi 315 polnoletnih prebivalcev, pri čemer je njihova povprečna starost 47,3 let (45,7 pri moških in 48,9 pri ženskah). Naselje ima 110 gospodinjstev, pri čemer je povprečno število članov na gospodinjstvo 3,27.
|  |

| Demografija | Demografija     | Demografija     |
| Leto        | Št. prebivalcev | Št. prebivalcev |
| ----------- | --------------- | --------------- |
|             |                 |                 |
|             |                 |                 |
|             |                 |                 |
|             |                 |                 |
| 1948        | 537             |                 |
| 1953        | 549             |                 |
| 1961        | 556             |                 |
| 1971        | 516             |                 |
| 1981        | 473             |                 |
| 1991        | 424             | 420             |
| 2002        | 366             | 360             |
|             |                 |                 |

| Etnična sestava po popisu iz leta 2002 | Etnična sestava po popisu iz leta 2002 | Etnična sestava po popisu iz leta 2002 | Etnična sestava po popisu iz leta 2002 | Etnična sestava po popisu iz leta 2002 |
| -------------------------------------- | -------------------------------------- | -------------------------------------- | -------------------------------------- | -------------------------------------- |
| Srbi                                   | Srbi                                   |                                        | 359                                    | 99,72%                                 |
| Neznano                                | Neznano                                |                                        | 1                                      | 0,27%                                  |